# Miguel Gutiérrez (pallavolista 1997)
Miguel David Gutiérrez Suárez (Santa Clara, 21 febbraio 1997) è un pallavolista cubano, opposto dell'Altekma.

## Biografia
È il fratello maggiore del pallavolista José Gutiérrez.

## Carriera

### Club
La carriera di Miguel Gutiérrez inizia nel Villa Clara, rappresentativa provinciale cubana impegnata nei tornei locali.
Per la stagione 2017-18 la federazione cubana concede il transfer per poter giocare all'estero, approdando così in Italia alla Porto Robur Costa, in Superlega, con cui vince la Challenge Cup. Nella stagione successiva, sempre con il benestare della federazione, approda nella Liga Argentina de Voleibol, vestendo la maglia del Gigantes del Sur.
Dopo due anni di stop gioca nel campionato saudito, venendo ingaggiato dall'Al-Kweldeeh, per poi approdare, nella stagione 2022-23, al Prata, club neopromosso nella Serie A2 italiana. Nel campionato seguente gioca nella serie cadetta turca, dove con l'Altekma conquista la promozione in Efeler Ligi.

### Nazionale
Con la nazionale Under-19 vince la medaglia d'argento al campionato nordamericano 2014, dove viene premiato come miglior realizzatore e miglior opposto; con la nazionale Under-21 vince la medaglia d'oro al campionato nordamericano 2014, seguita da un argento nell'edizione seguente del torneo, dove viene premiato come servizio e miglior schiacciatore, e da altri due argenti alla Coppa panamericana 2017, impreziosito dai riconoscimenti come miglior servizio e miglior opposto, e al campionato mondiale 2017, ancora una volta premiato come miglior opposto.
Gioca anche con la nazionale Under-23, conquistando la medaglia d'argento alla Coppa panamericana 2016, quella di bronzo al campionato mondiale 2017, dove viene premiato come miglior schiacciatore, e quella d'oro alla Coppa panamericana 2018, venendo insignito del premio di miglior opposto. 
Nel 2016 riceve le prime convocazioni in nazionale maggiore, vincendo un anno dopo la medaglia di bronzo alla Coppa panamericana 2017, bissata nel 2018. Nel 2022 conquista invece la medaglia d'oro alla NORCECA Final Four, alla NORCECA Final Six, venendo anche premiato come MVP e miglior opposto, alla Volleyball Challenger Cup e alla Coppa panamericana, mentre un anno dopo vince l'ennesimo oro ai XXIV  Giochi centramericani e caraibici e il bronzo al campionato nordamericano.

## Palmarès

### Club
- Challenge Cup: 1

2017-18

### Nazionale (competizioni minori)
- Campionato nordamericano under 19 2014
- Campionato nordamericano under 21 2014
- Campionato nordamericano under 21 2016
- Coppa panamericana under 23 2016
- Coppa panamericana under 21 2017
- Coppa panamericana 2017
- Campionato mondiale under 21 2017
- Campionato mondiale under 23 2017
- Coppa panamericana 2018
- Coppa panamericana under 23 2018
- NORCECA Final Four 2022
- NORCECA Final Six 2022
- Volleyball Challenger Cup 2022
- Coppa panamericana 2022
- Giochi centramericani e caraibici 2023

### Premi individuali
- 2014 - Campionato nordamericano under 19: Miglior realizzatore
- 2014 - Campionato nordamericano under 19: Miglior opposto
- 2016 - Campionato nordamericano under 21: Miglior servizio
- 2016 - Campionato nordamericano under 21: Miglior schiacciatore
- 2017 - Coppa panamericana under 21: Miglior servizio
- 2017 - Coppa panamericana under 21: Miglior opposto
- 2017 - Campionato mondiale under 21: Miglior opposto
- 2017 - Campionato mondiale under 23: Miglior schiacciatore
- 2018 - Qualificazioni nordamericane alla Volleyball Challenger Cup: MVP
- 2018 - Qualificazioni nordamericane alla Volleyball Challenger Cup: Miglior opposto
- 2018 - Coppa panamericana under 23: Miglior opposto
- 2022 - NORCECA Final Four: MVP
- 2022 - NORCECA Final Four: Miglior opposto